# フリーター全般労働組合
フリーター全般労働組合（フリーターぜんぱんろうどうくみあい）は、「すべての非正規労働者のためのネットワーク『PAFF』（英語：Part-timer, Arbeiter, Freeter & Foreign Workers）」から派生した日本の労働組合で、PAFFの基盤組織と位置付けられている。
コミュニティ・ユニオン全国ネットワークに加盟しているが、上部団体には所属しないいわゆる独立系労働組合である。

## 概要
2004年8月に結成された労働組合である。フリーターなどの非正規雇用労働者の他に、失業者・生活困窮者・ワーキングプアなど雇用形態を問わず、幅広く加入資格を認めている。
本拠地は当初早稲田にある交流スペースあかねであったが、その後西新宿のビルに移った。
また、組合員の一部はグッドウィルの派遣スタッフによる労組「グッドウィルユニオン」の立ち上げに関わった。
2010年、麻生邸見学ツアー逮捕事件で警視庁公安部に逮捕された3人に対して、国と東京都に対して計400万円の損害賠償を求める「麻生邸リアリティツアー国家賠償請求訴訟団」を結成し、東京地方裁判所に提訴した。
毎年5月に「自由と生存のメーデー」の呼びかけを行う。2021年までに10数回行っている。

## 沿革
- 2003年 - 準備会結成
- 2004年 - 組合結成
- 2004年 - 「5.1新宿フリーターメーデー」を呼びかけた。
- 2005年 - 「自由と生存のメーデー」を呼びかけた。
- 2006年 - 「自由と生存のメーデー06--プレカリアートの企みのために」を呼びかけた。
- 2007年 - 「自由と生存のメーデー07--プレカリアートの反攻」を呼びかけた。
- 2008年 - ガソリンスタンドのアルバイト従業員が組合に加入、ガソリンスタンドユニオン（GSU）分会を結成した。
- 2008年 - 「自由と生存のメーデー08--プレカリアートは増殖／連結する」を呼びかけた。
- 2009年 - 「自由と生存のメーデー09--【60億のプレカリアート】」を呼びかけた。
- 2009年 - 争議活動を円滑かつ強力に促進するためにプレカリアート争議団を結成した。
- 2009年 - 水商売の人のための労働組合キャバクラユニオンを分会として結成した。
- 2021年 - 自由と生存のメーデー2021 「感謝より金を！ 罰金より補償を！ 罰よりケアを！ 自粛よりデモに！」を呼びかけた。6月に千代田区神田淡路町の現事務所に移転。

## 主な分会
- キャバクラユニオン

## 著名人の組合員
- 雨宮処凛
- よねざわいずみ

### 著名人の元・組合員
- 清水直子（プレカリアート・ユニオン）